# مسيرة ولد زروال
مسيرة ولد الزروال أو مسيرة ولد زروال هي مسيرة مثيرة للجدل، إنطلقت في 18سبتمبر 2016 بمدينة الدار البيضاء، رفعت المسيرة شعارات ضد أخونة الدولة، وشارك في المسيرة مئات من المواطنين، وحُملت فيها شعارات مناوئة لحزب العدالة والتنمية، و لم تعلن أيّ جهة مسؤوليتها عن الدعوة لهذه المسيرة، التي أغلب الحاضرين فيها لا يعرفون سبب مشاركتهم فيها، حيث تم إيهام المشاركين في المسيرة بان الأمر يتعلق بمسيرة للاحتجاج ضد الاٍرهاب 
فيما أعلن مجموعة من المحتجين في المسيرة المنظمة، أنهم قدموا للاحتجاج على أمير سعودي إغتصب فتاة مغربية حسب ما قيل لهم وجاؤوا للتضامن معها.

## إنتقادات
إنتقدت عدة جهات مسيرة الدار البيضاء التي وصفت بالمفبركة حيث تم إستغلال الحاضرين فيها، إذ أنهم لا يعرفون سبب مشاركتهم، حيث تم إيهامهم بأن الأمر يتعلق بمسيرة للاحتجاج ضد الاٍرهاب 
فيما أعلن مجموعة من المحتجين في المسيرة المنظمة، أنهم قدموا للاحتجاج على أمير سعودي إغتصب فتاة مغربية حسب ما قيل لهم وجاؤوا للتضامن معها.
كما قامت جمعيات حقوقية، وعلى رأسها الجمعية الوطنية لإصلاح منظومة العدالة، لوضع شكاية لدى وكيل الملك بمحكمة الاستئناف بالدار البيضاء، ضد اللذين ساهموا في تمويل ودعم مسيرة الدار البيضاء.
حيث تضمنت المسيرة عدة مخالفات قانونية، وهي مخالفات تورط فيها كل من (عبد السلام أحيزون) رئيس شركة اتصالات المغرب، عبر تخصيصه لحافلات تابعة لشركة الاتصالات من أجل نقل المحتجين، وكذا السلطة وزير الداخلية (محمد حصاد) بفعل تهاونه في تطبيق القانون بخصوص منع مسيرة غير مرخص لها، وكذا التهاون في توفير الحماية لطاقم صحفي تعرض للاعتداء أمام أعين رجال الأمن، كما تستهدف الشكاية أيضا الأمين العام لحزب الأصالة والمعاصرة (إلياس العماري) باعتبار أن المشاركين في المسيرة كانوا يهتفون باسم حزبه خلال وقفتهم، كما تستهدف شكاية الجمعيات عثمان بنجلون باعتباره مالكا لشركة النقل التي أقلت عددا من المحتجين من مختلفة المدن المغربية إلى الدار البيضاء.

## تسمية مسيرة ولد زروال
سميت المسيرة بولد زروال، بعد التصريح العفوي لإحدى النساء القرويات المشاركات في المسيراة بالرباط كونها جاءت للتظاهر بطلب من ولد زروال.

## ولد زروال
بوشعيب عمار، ابن زروال، قيادي عن حزب الأصالة والمعاصرة،  وكيل للائحة الحزب في سيدي بنور وهو يعتبر رجل أعمال ومن كبار الفلاحين في المنطقة، كما أنه نائب رئيس جهة الدار البيضاء سطات

## ردود الفعل
- أعلنت جمعيات حقوقية عزمها على مقاضات جميع المتورطين في المسيرة المجهولة، التي ثم استغلال الحاضرين لها لأهداف سياسية، [15]
- عبد الإله ابن كيران قال رئيس الحكومة، عبد الإله ابن كيران، أنه شعر بالمسؤولية، لأن المغربي والمغرب أهينا يوم الأحد الماضي، والسبب أن الأشخاص خرجوا للاحتجاج وهم لا يعرفون سبب خروجهم.

ولم يخف عبد الإله بن كيران استياءه وتألمه لرؤيته ما حصل خلال المسيرة التي وصفها بـ 
- عبد العالي حامي الدين: استنكر حامي الدين مسيرة الدار البيضاء وقال: «أحيي عاليا ذكاء المغاربة الذين انسحبوا من مسيرة البيضاء، فور علمهم بالمغزى الحقيقي للمسيرة المجهولة»[23]
- نبيل بن عبد الله:رفض نبيل بنعبد الله، الأمين العام لحزب التقدم والاشتراكية، التعليق على المسيرة وقال: «ماذا عساني أن أقول،  يعجز الإنسان عن التعليق على مثل هاته الأفعال» و اكتفى بعبد الله بالإعراب عن امتعاضه مما وصفها ب الطريقة المصطنعة لإحداث شرخ في المجتمع المغربي.[24]
- محمد يتيم: قال محمد يتيم القيادي في حزب العدالة والتنمية، إن مسيرة الدار البيضاء قدمت إساءة بالغة للمسار الديمقراطي ولصورة المغرب،[9]